# Arctomercaticeras
Arctomercaticeras es un género extinto de cefalópodos que pertenecen a la subclase Ammonoidea y a la familia Hildoceratidae, que vivió durante el Jurásico Inferior (época del Toarciense) en la zona ártica de la actual Rusia.